# 7TP
7TP je bil poljski lahki tank. Ta tank je sodeloval v drugi svetovni vojni. Kratica 7TP pomeni 7 ton Poljska. Toliko je tehtal prototip, vendar so njegovo težo kasneje povečali na 9.9 ton. 

## Zgodovina tanka
7TP je bil poljski tank, ki so ga gradili po licenčni proizvodnji po britanskem tanku Vickers Mark E. Na tanku 7TP so dodali dizelski motor, močnejši top kalibra 37 mm in debelejši oklep. Med letom 1935 in začetkom vojne je bilo narejenih okoli 132 tankov. Tako kot Vickers Mark E je tudi tank 7TP bil narejen v dveh različicah. Prva je imela kupolo z enim topom kalibra 37 mm, druga verzija pa je bila narejena z dvema kupoloma z enim puškomitraljezom kalibra 7,92 mm. Verzijo z dvema kupoloma so kasneje ukinili, saj je bila proti enokupolni verziji zastarela. Med drugo svetovno vojno so mnoge tanke te verzije posodobili v enokupolne.  Le 24 tankov je ostalo dvokupolnih. 
Vsi tanki 7TP so sodelovali v bojih leta 1939. Tanki 7TP so bili proti nemškim tankom nemočni, zato so bili lahka tarča. Tanki 7TP so bili razdeljeni v dva bataljona. V prvem bataljonu je bilo 49 tankov 7TP. Prvi bataljon je 8. septembra uspel ustaviti napredovanje Nemcev v osrčje Poljske, vendar so jih ti že drugi dan obkolili in uničili. Drugi bataljon, s prav tako 49. tanki, je imel še manj uspehov, oziroma bataljon ni zabeležil nobenih večjih uspehov. Doživljal je velike izgube predvsem zaradi poveljniških napak in zračnih napadov.

## Uporabniki
- Poljska
- Tretji rajh
- Sovjetska zveza